# Mesj
Los turcos mesjetios, también conocidos como turcos ahiska (en turco: Ahıska Türkleri; en georgiano: მესხეთის თურქები) o mesj, son un subgrupo étnico de turcos que antes habitaban en la región de Mesjetia de Georgia, a lo largo de la frontera con Turquía. Los mesjetios son en su mayoría musulmanes suníes de la escuela hanifí, aunque una importante minoría es predominantemente musulmanes chiita. La presencia turca en Mesjetia comenzó con la expedición militar turca de 1578, aunque las tribus turcas se habían establecido en la región ya en los siglos XI y XII.
Hoy en día, los turcos meskhetianos están muy dispersos por toda la antigua Unión Soviética (así como en Turquía y los Estados Unidos) debido a las deportaciones forzadas durante la Segunda Guerra Mundial. En ese momento, la Unión Soviética se estaba preparando para lanzar una campaña de presión contra Turquía y Iósif Stalin quería despejar la población turca estratégica en Mesjetia que probablemente fuera hostil a las intenciones soviéticas. En 1944, los turcos mesjetios fueron acusados de contrabando, bandolerismo y espionaje en colaboración con sus parientes al otro lado de la frontera turca. Expulsados por Stalin de Georgia en 1944, enfrentaron discriminación y abusos contra los derechos humanos antes y después de la deportación. Aproximadamente 115.000 turcos mesjetios fueron deportados a Asia Central y, posteriormente, solo unos pocos cientos pudieron regresar a Georgia, ya que Georgia no permite la repatriación. Los que emigraron a Ucrania en 1990 se establecieron en barrios marginales, habitados por trabajadores temporales.

## Etnónimo e identidad
La mayoría de los turcos mesjetios se identifican como descendientes de los colonos otomanos. La historiografía pro-georgiana ha argumentado tradicionalmente que los turcos mesjetos, que hablan el dialecto de Kars de la lengua turca y pertenecen a la escuela hanafí del Islam sunita, son simplemente mesjetios turquificados (un subgrupo etnográfico de georgianos) convertidos al Islam en el período comprendido entre el siglo XVI y 1829, cuando la región histórica de Mesjetia estuvo bajo el dominio del Imperio otomano. Sin embargo, el antropólogo e historiador ruso, el profesor Anatoli Jazanov, ha argumentado en contra de la narrativa progeorgiana y ha dicho que:
Es muy posible que los seguidores de esta visión [pro-georgiana] simplifiquen en exceso la historia étnica del grupo, particularmente si uno lo compara con otro grupo georgiano musulmán, los ayarios, quienes a pesar de su conversión al Islam han conservado, no solo el idioma georgiano pero hasta cierto punto también la cultura tradicional georgiana y la autoidentificación. Contrariamente a esto, la cultura tradicional de los turcos mesjetios, aunque contenía algunos elementos georgianos, era similar a la turca.
La antropóloga Kathryn Tomlinson ha señalado que en los documentos soviéticos sobre las deportaciones de los turcos mesjetios en 1944, se hacía referencia a la comunidad simplemente como "turcos" debido a su fe en el Islam. No solo a ellos, sino también a todos los musulmanes de Georgia se les llamaba turcos y que fue después de su segunda deportación de Uzbekistán que se inventó el término turcos mesjetios. Según Ronald Wixman, el término turco mesjetio solo comenzó a usarse a fines de la década de 1950. De hecho, la mayoría de los turcos mesjetios se llaman a sí mismos simplemente "turcos" o "turcos de Ahiskan" (en turco: Ahıska Türkleri) refiriéndose a la región, que significa "turcos de la región de Ahiska". Los turcos mesjetios afirman a veces que los cumanos-kipchakos medievales de Georgia pueden haber sido uno de sus posibles antepasados. Según los historiadores, es menos probable porque parte de los kipchakos abandonaron Georgia durante la invasión de los mongoles, mientras que otros se unieron a los mongoles.

## Distribución geográfica

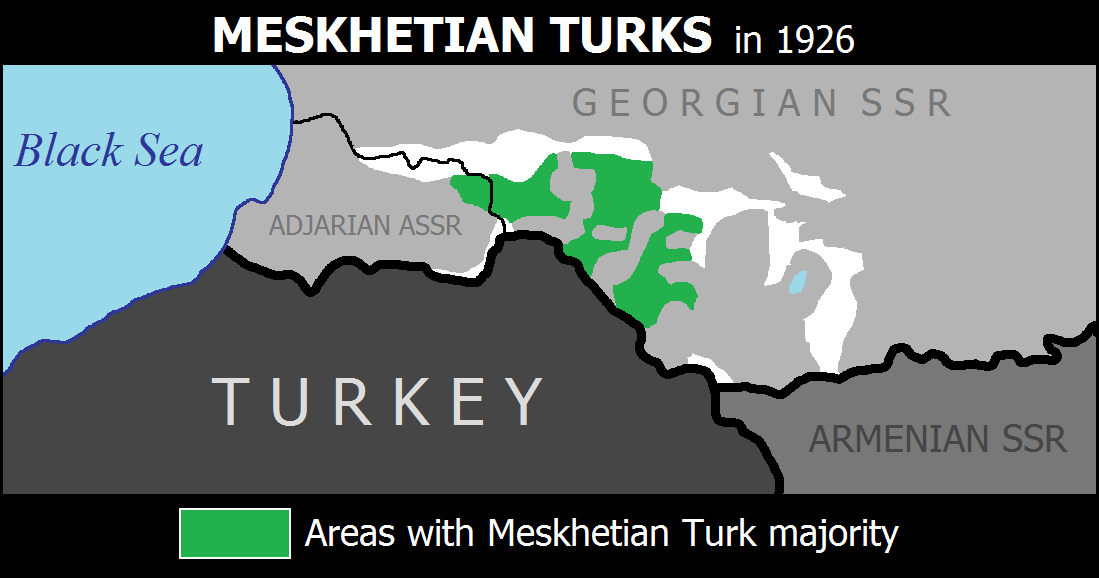
El área de distribución en 1926 de los turcos mesjetios dentro de la RSS de Georgia.

El foco de asentamiento de los meskhetianos fue una vez las ciudades de Ajaltsije y Ajalkalaki y sus alrededores. Los turcos mesjetios también vivían en las ciudades de Aspindza, Adigueni y Bogdanovka (hoy Ninotsminda). Sin embargo, las dos ciudades mencionadas en primer lugar fueron los principales lugares de asentamiento de turcos mesjetios.
Actualmente solo hay 800 turcos mesjetios en Georgia. El país dice que está estudiando la posibilidad de una repatriación gradual y no se ha abordado oficialmente el período de la deportación. Los medios de comunicación y la opinión pública son generalmente hostiles al regreso de los turcos mesjetios. Una de las causas esgrimidas es que la zona está poblada mayoritariamente por armenios, los cuales están abiertamente opuestos al retorno de estos "turcos" por razones históricas. Hoy en día, los turcos mesjetios representan el 3% de la población total del municipio de Adigueni pero, antes de 1944, éstos eran el 98% de la población total.

## Historia

### Imperio otomano

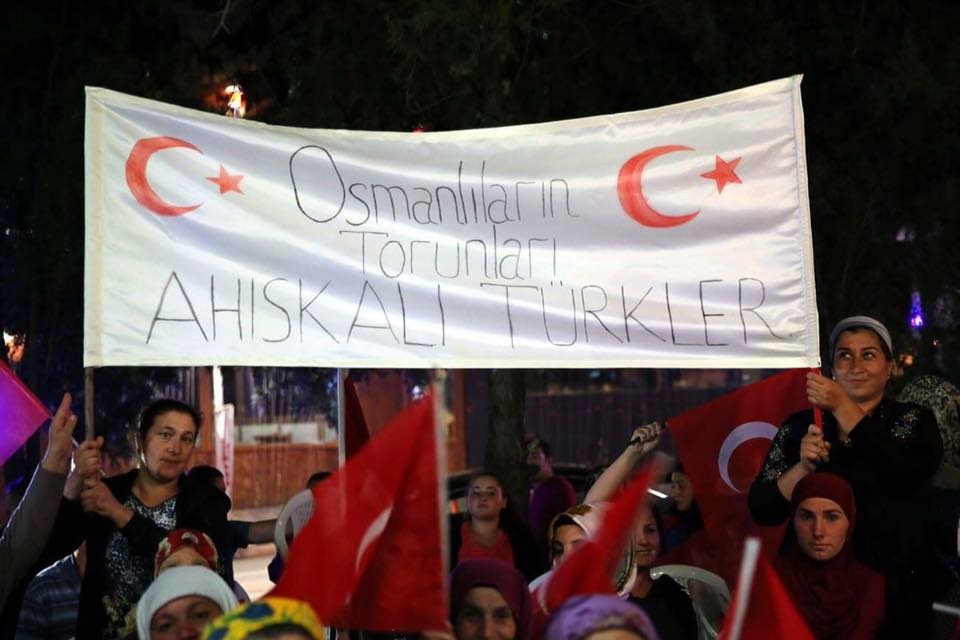
Turcos mesjetios sosteniendo una pancarta que dice: Osmanlıların Torunları: Ahıskalı Türkler ("los nietos otomanos: turcos ahiska").

Por la paz de Amasya (1555), Mesjetia se dividió en dos, con los iraníes safávidas manteniendo la parte oriental y los otomanos ganando la parte occidental. En 1578, los otomanos atacaron las posesiones de safávidas en Georgia, lo que inició la guerra otomano-safávida (1578-1590), y en 1582 los otomanos estaban en posesión de la parte oriental de Mesjetia. Los safávidas recuperaron el control de la parte oriental de Mesjetia a principios del siglo XVII. Sin embargo, por el tratado de Zuhab (1639), toda Mesjetia cayó bajo el control otomano y puso fin a los intentos iraníes de recuperar la región.

### Imperio ruso
En el siglo XIX, el Cáucaso fue gradualmente anexionado al Imperio ruso. Entre 1853 y 1856, muchos turcos mesjetios emigraron a la provincia turca de Erzurum mientras el Imperio ruso luchaba contra el Imperio persa por el dominio en el Cáucaso. En 1878, el sur de Georgia cayó en manos de Rusia cuando se firmaron los tratados fronterizos ruso-persa. En ese momento, muchos de los turcos mesjetios emigraron al Imperio otomano, pero también a los antiguos kanatos azeríes, que también estaban bajo el dominio ruso en ese momento.

### Periodo soviético

#### Deportación desde Georgia (1944)

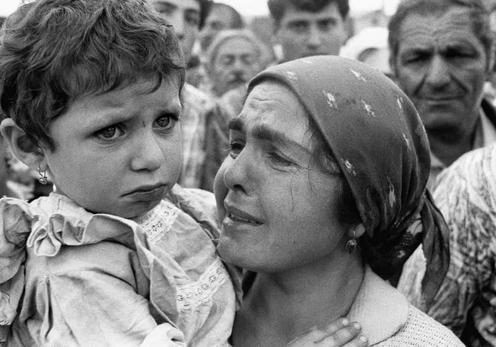
Mujer turca mesjetia y su hija.

El 15 de noviembre de 1944, el entonces secretario general del PCUS, Iósif Stalin, ordenó la deportación de más de 115.000 turcos mesjetios de su tierra natal, que fueron expulsados en secreto de sus hogares y conducidos en vagones de tren. Entre 30.000 y 50.000 deportados murieron de hambre, sed y frío como consecuencia directa de las deportaciones y las privaciones sufridas en el exilio. Los guardias soviéticos arrojaron a los turcos mesjetios en los apeaderos de una vasta región, a menudo sin comida, agua ni refugio.
Según el censo soviético de 1989, 106.000 turcos mesjetios vivían en Uzbekistán, 50.000 en Kazajistán y 21.000 en Kirguistán. A diferencia de las otras nacionalidades que habían sido deportadas durante la Segunda Guerra Mundial, no se dio ninguna razón para la deportación de los turcos mesjetios, que permaneció en secreto hasta 1968. Fue solo en 1968 que el gobierno soviético finalmente reconoció que los turcos mesjetios habían sido deportado. El motivo de la deportación de los turcos mesjetios fue que en 1944 la Unión Soviética se disponía a lanzar una campaña de presión contra Turquía. En junio de 1945, Viacheslav Mólotov, entonces ministro de Relaciones Exteriores, presentó una demanda al embajador turco en Moscú para la rendición de tres provincias de Anatolia (Kars, Ardahan y Artvin). Como Moscú también se estaba preparando para apoyar los reclamos armenios sobre varias otras provincias de Anatolia, la guerra contra Turquía parecía posible, y Iósif Stalin quería despejar la frontera estratégica entre Georgia y Turquía donde se asentaron los turcos mesjetios y que probablemente serían hostiles a tales intenciones soviéticas.
En 1956, 3 años después de la muerte de Stalin, los turcos mesjetios fueron liberados del régimen de mando. Podían ir a donde quisieran, excepto a Georgia. A pesar de la gran lucha iniciada por Latifsha Baratashvili, los turcos mesjetios no obtuvieron el derecho de regresar a su patria.
A diferencia de otros grupos musulmanes deportados, los turcos mesjetios no han sido rehabilitados ni se les ha permitido regresar a su tierra natal. En abril de 1970, los líderes del movimiento nacional turco mesjetio solicitaron a la embajada turca en Moscú permiso para emigrar a Turquía como ciudadanos turcos si el gobierno soviético persistía en su negativa a permitirles reasentarse en Mesjetia. Sin embargo, la respuesta del gobierno soviético fue arrestar a los líderes turco-mesjetios.

#### Deportación desde Uzbekistán (1989)
En 1989 estallaron disturbios entre los turcos mesjetios que se habían asentado en Uzbekistán y los uzbekos locales. Los resentimientos nacionalistas contra los turcos mesjetios que habían competido con los uzbekos por los recursos en el superpoblado valle de Ferganá se desbordaron. Cientos de turcos mesjetios murieron o resultaron heridos, casi 1000 propiedades fueron destruidas y miles de turcos huyeron al exilio. La mayoría de los turcos mesjetios, unos 70 000, fueron a Azerbaiyán, mientras que el resto se dirigió a varias regiones de Rusia (especialmente al krái de Krasnodar), Kazajistán, Kirguistán y Ucrania.

### Periodo postsoviético

#### Masacre de Jóyali
Algunos de los refugiados turcos mesjetios que habían sido perseguidos en Asia Central fueron reubicados en Azerbaiyán, donde se establecieron en Jóyali antes de ser posteriormente masacrados junto con los azeríes locales en 1992.
La periodista rusa Victoria Ivleva tomó fotos de las calles de la ciudad sembradas de cadáveres de sus habitantes, incluidos mujeres y niños. Ella describió a los turcos mesjetios de Jóyali que fueron capturados por militantes armenios. También fue golpeada por un soldado armenio que la tomó por uno de los cautivos cuando estaba ayudando a una mujer turca mesjetia que caía detrás de la multitud con cuatro niños, uno de los cuales herido, y el otro recién nacido.

#### Retorno a Georgia
Cuando Georgia fue admitida en el Consejo de Europa en mayo de 1999, el gobierno firmó la Convención Europea de Derechos Humanos y se comprometió a prever la repatriación de los turcos mesjetios como una de las condiciones de admisión. Después de que nada sucediera en el período que siguió, el Parlamento Europeo pidió a Georgia varias veces a principios de 2001 que permitiera el regreso de los turcos mesjetios desplazados. El gobierno georgiano, después de muchas dudas, estuvo de acuerdo y, a su vez, decretó que solo aquellos turcos meskhetianos que se identificaran abiertamente como “georgianos de habla turca” podrían establecerse en Georgia. 
El 22 de junio de 2007, el Parlamento de Georgia adoptó un proyecto de ley sobre la repatriación de los turcos mesjetios que vivían en el sur de Georgia y se reasentaron en las repúblicas de Asia Central. De conformidad con el proyecto de ley, quienes desearan repatriarse a Georgia debían presentar documentos en las embajadas georgianas en sus países de residencia antes del 1 de enero de 2009, pero el número de solicitudes aprobadas por las autoridades georgianas es actualmente reducido.

#### Invasión rusa de Ucrania
Alrededor de 2.000 turcos mesjetios se han visto obligados a huir de sus hogares en Ucrania desde mayo de 2014 en medio de los enfrentamientos entre las fuerzas gubernamentales y los separatistas prorrusos. El representante de la comunidad turca mesjetia en la ciudad de Donetsk, Nebican Basatov, dijo que quienes huyeron buscaron refugio en Rusia, Azerbaiyán, Turquía y diferentes partes de Ucrania. Más de 300 turcos mesjetios de la minoría de habla turca del este de Ucrania han llegado a la provincia de Erzincan, en el este de Turquía, donde vivirán bajo las medidas de asilo recientemente adoptadas por el país.

## Idioma
Los turcos mesjetios hablan un dialecto turco de Anatolia oriental, que proviene de las regiones de Kars, Ardahan y Artvin. El dialecto turco mesjetio también ha tomado prestado de otros idiomas (incluidos el azerí, el georgiano, el kazajo, el kirguís, el ruso y el uzbeko) con los que los turcos mesjetios han estado en contacto durante el dominio ruso y soviético.

## Demografía
Según el censo soviético de 1989, había 207.502 turcos viviendo en la Unión Soviética. Sin embargo, las autoridades soviéticas registraron a muchos turcos mesjetios como pertenecientes a otras nacionalidades como azeríes, kazajos, kirguíses y uzbecos. Por lo tanto, los censos oficiales no necesariamente muestran un fiel reflejo de la población real de los turcos mesjetios; por ejemplo, según el censo de Azerbaiyán de 2009, había 38.000 turcos viviendo en el país; sin embargo, no se hace distinción en el censo entre los turcos mesjetios y los turcos de Turquía que se han convertido en ciudadanos azerbaiyanos, ya que ambos grupos están clasificados en el censo oficial como "turcos" o "azerbaiyanos". Según el informe del Alto Comisionado de las Naciones Unidas para los Refugiados publicado en 1999, 100.000 turcos mesjetios vivían en Azerbaiyán y el extinto Instituto de Paz y Democracia de Bakú declaró, en 2001, que entre 90.000 y 110.000 mesjs vivían en Azerbaiyán; de manera similar, estimaciones académicas también han sugerido que la comunidad turca mesjetiana de Azerbaiyán asciende a entre 90.000 y 110.000.
Más recientemente, algunos turcos mesjetios en Rusia, especialmente los de Krasnodar, se han enfrentado a la hostilidad de la población local. Los turcos mesjetios de Krasnodar han sufrido importantes violaciones de derechos humanos, incluida la privación de su ciudadanía. Se les priva de los derechos civiles, políticos y sociales y se les prohíbe poseer bienes y empleo. Así, desde 2004, muchos turcos han dejado el krai de Krasnodar hacia Estados Unidos como refugiados. Un gran número de ellos, que comprende cerca de 1300 personas, se encuentra en Dayton, Ohio. Todavía se les prohíbe la repatriación total a Georgia. Aparte de eso, en Georgia, el racismo contra los turcos mesjetios todavía prevalece debido a las diferencias de creencias y las tensiones étnicas.

## Cultura

### Bodas

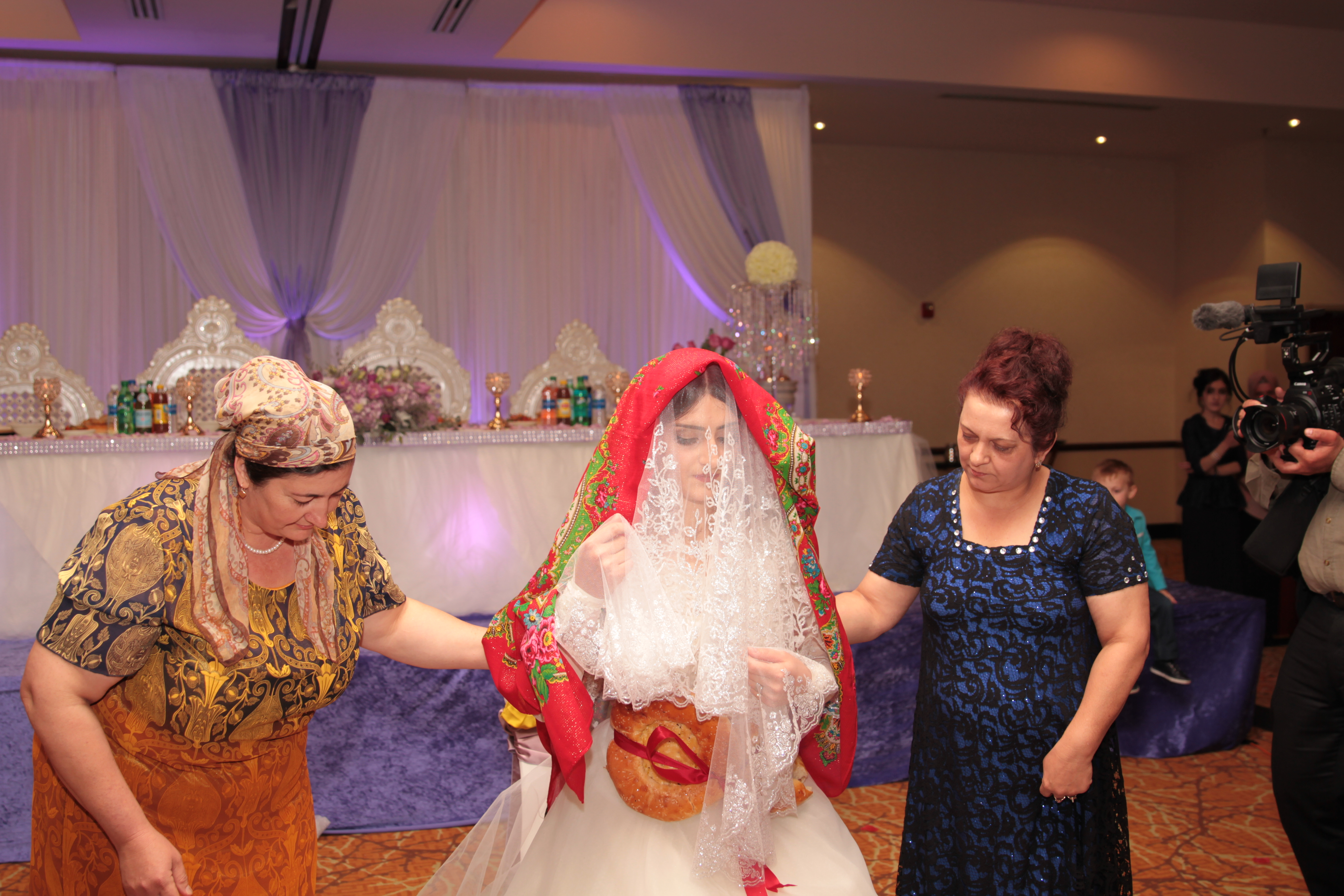
Novia turca-mesjetia con atuendo tradicional.

Las bodas de los turcos mesjetianos consisten en una propuesta tradicional de los padres del novio y, si los padres de la novia aceptan la propuesta, se realiza una fiesta de compromiso o nişan. A todos en el nişan se les da una bebida dulce ceremonial, llamada Sharbat. 
La boda real dura dos días. El primer día la novia sale de su casa y el segundo día es cuando sucede el casamiento. Antes de que la novia entre en la casa de su esposo, usa el tacón de su zapato para romper dos platos con el pie y aplica miel en la puerta. Esta tradición tiene el propósito de desear felicidad a los nuevos novios en su matrimonio. Al final de la boda, se produce un baile con hombres y mujeres bailando por separado. Finalmente, los recién casados tienen su último baile que se llama el "vals" y que completa la boda.

### Religión

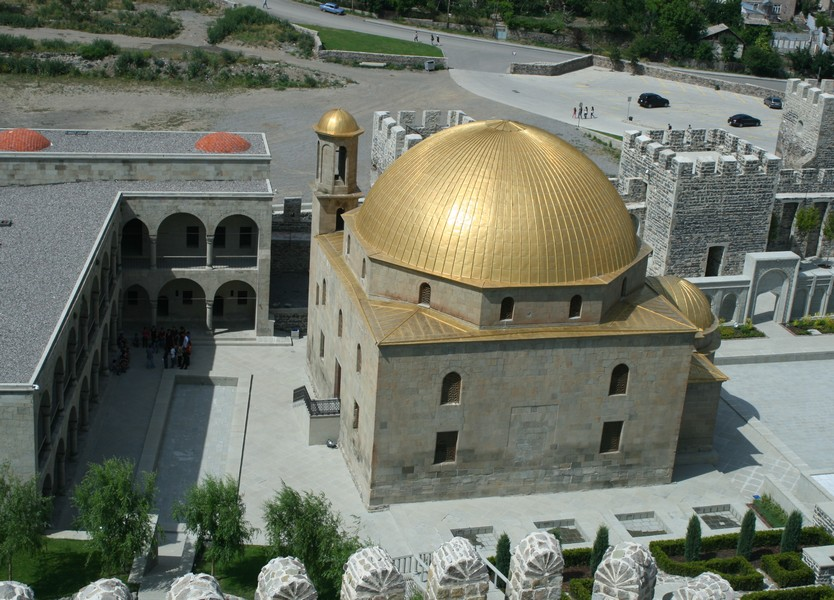
La antigua mezquita Ahmediye cerca del castillo de Rabati, construida por los otomanos en 1749.

La mayoría de los turcos mesjetios son musulmanes sunitas y una minoría son musulmanes chiitas.
La ceremonia religiosa de circuncisión masculina de los turcos ahiska se lleva a cabo a lo grande con danza, música, invitados, recitación del Corán y un kirve especial.

### Organizaciones
Hay muchas asociaciones de turcos meskhetianos, de las cuales las principales son:
- Vatan (patria): asociación madre, cuya directriz es el retorno incondicional a Georgia. Aboga por el origen turco de los turcos mesjetios, lo que desagrada a Georgia, que apoya la tesis opuesta. Su sede central se encuentra en Moscú, y cuenta con una filial muy activa en Bakú, Azerbaiyán.
- Asociación de Mesjetios Repatriados: pequeña asociación tiene como objetivo la defensa de los turcos mesjetios ya presentes en Georgia y la promotora de los derechos de los mesjs a la repatriación. Dirigida por los hijos del líder histórico de la causa de los turcos mesjetianos, L. Baratachvili, la organización ha respaldado la tesis de origen georgiano, pero quiere estar abierto a todos los turcos mesjetios.